# جامعة آزاد الإسلامية (أنار)
جامعة آزاد الإسلامية فرع أنار هو فرع من فروع جامعة آزاد الإسلامية في إيران . يقع الحرم الجامعي في مدينة أنار في ولاية كرمان ، التي تأسست في عام 2000 وتضم حاليًا 5000 طالب.

## كليات
- كلية الهندسة
- كلية العلوم الإنسانية والأدب
- كلية الإدارة والاقتصاد